# Мартін Кросс
Мартін Кросс  (англ. Martin Cross, 19 липня 1957) — британський веслувальник, олімпійський чемпіон.

## Виступи на Олімпіадах
| Олімпіада         | Дисципліна                        | Місце |
| ----------------- | --------------------------------- | ----- |
| Москва 1980       | четвірка розстібна без стернового | 3     |
| Лос-Анджелес 1984 | четвірка розстібна зі стерновим   | 1     |
| Сеул 1988         | четвірка розстібна зі стерновим   | 4     |
| Барселона 1992    | вісімка розстібна зі стерновим    | 6     |

## Зовнішні посилання
- Досьє на sport.references.com [Архівовано 11 жовтня 2012 у Wayback Machine.]

1. ↑  Cross Martin